# Старженские
Старженские или Старжинские (пол. Starzeńscy herbu Lis) — графский и дворянский род, герба Лис.
Род происходящий из Великой Польши, восходящий к началу XVI в. и получивший графский титул в Австрии в 1781 г. с присоединением к родовому гербу нового их достоинства. Род графов Старженских внесен в V ч. родословной книги Гродненской губернии, а дворяне Старженские — в VI ч. Минской губернии.

## Описание герба
Герб Лис ( старобеларуский герб): В щите сердцеобразном с золотою окраиною и графскою короною, в красном поле двойной крест, оканчивающейся к верху стрелою. Над графскою короною шлем дворянскою короною увенчанный, с золотыми решетками и золотою же на цепи медалью. В навершии шлема выходящая лиса, вправо. Герб графов Старжинских внесен в Часть 2 Гербовника дворянских родов Царства Польского, стр. 17. 
В червленом щите вертикально двойной серебряный крест, оканчивающийся вверху стрелой. Над щитом дворянский коронованный шлем. Нашлемник — встающая влево лисица натурального цвета с червленым языком. Намет червленый с серебром.
Герб рода Старжинских внесен в Часть 20 Общего гербовника дворянских родов Всероссийской империи, стр. 6.